# PPSZ–43
A PPSZ–43 (oroszul: ППС – Пистолет-пулемёт Судаева, magyar átírásban: Pisztolet-pulemjot Szudajeva) a második világháború alatt a Szovjetunióban gyártott 7,62 mm-es géppisztoly. Alekszej Szudajev a németek által körülzárt Leningrádban készítette el. A rendkívül egyszerű konstrukciójú, masszív, megbízható és könnyen gyártható fegyvert a második világháború legjobb géppisztolyai között tartják számon.

## Története
1941-től a szovjet gyalogság alapfegyverévé a PPS–41 vált, amely a Szovjetunió hadba lépése elején már jelentős számban rendelkezésre állt. Ez a géppisztoly azonban viszonylag nagy tömege (5,4 kg) és hossza (840 mm) miatt alkalmatlan volt a harcjárművek kezelőszemélyzete számára. Ezért 1942-ben pályázatot írtak ki a PPS-nél kisebb és könnyebb géppisztolyra, amelynek tömege 3 kg-nál nem lehetett nagyobb, a tűzgyorsaságának pedig el kellett érnie a 400–500 lövés/perc értéket. További követelmény volt az egyszerű és takarékos gyárthatóság.
A pályázatra két terv született. Az egyiket Georgij Spagin készítette. Ez a PPS–41 átalakított változata volt, PPS–42 jelzéssel. A másik tervet Alekszej Szudajev készítette el 1942 végén PPSZ–42 típusjellel a körülzárt Leningrádban. A két fegyver próbái során Szudajev konstrukciója jobbnak bizonyult, így a hadsereg ennek a sorozatgyártása mellett döntött. A leningrádi fronton mutatkozó igények miatt már a kísérleti változatot azonnal gyártani kezdték a szesztrorecki műszergyárban. Ebből az első változatból 1943 végéig 46 572 db készült.
Szudajev már a sorozatgyártás beindításakor hozzálátott a fegyver tökéletesítéséhez. Kisebb módosítások (a belső szerkezet módosítása, a csőhossz és  válltámasz rövidítése) után 1943-ban a Vörös Hadsereg PPSZ–43 típusjelzéssel rendszeresítette a géppisztolyt. A fegyver a harcjárművek kezelőszemélyzetének alapvető egyéni fegyvere lett, de használták az ejtőernyős és a felderítő alakulatok, és a partizán csoportok egyik legkedveltebb fegyvere lett.
Végtelenül leegyszerűsített szerkezete miatt előállítása harmadannyi időt, és feleannyi acélt igényelt, mint egy PPS–41-es elkészítése. Gyártásánál az időigényes forgácsolás helyett főként a sajtolást és a hegesztést alkalmazták.
A második világháború után Lengyelországban, Magyarországon, Finnországban és a Észak-Koreábanban is gyártották, és a Varsói Szerződés több hadseregében is alkalmazták. A fegyver egyes példányait még az 1980-as évekig is használták. Harci alkalmazására a második világháborún kívül a vietnámi háborúban és a koreai háborúban is sor került. Kb. félmillió példány készült belőle.

## Szerkezeti kialakítása
Teljesen fémből készült fegyver, kizárólag a markolat borításánál alkalmaztak fát, később pedig műanyagot. A PPSZ–43 szabad hátrasiklású tömegzárral rendelkezik, a zár úthossza 142 mm. A zárban merev ütőszeg található (így kismértékű előgyújtása van a lőszernek).  Ez egyszerű szerkezetet és nagy tűzgyorsaságot eredményezett. A PPSZ–43 kizárólag sorozatlövésre alkalmas, ennek megfelelően tűzváltója sincs. Gyakorlott lövő az elsütőbillentyű nagyon finom lenyomásával és gyors felengedésével azonban egyeslövéseket is le tudott adni. A csövet acélköpeny vette körül, amelyen a cső hűtésére szolgáló nyílások vannak, a lemezborítás alulról nyitott.
Tokja fordított U alakú sajtolt acéllemez, első része a cső lemezborítását képezi. A cső alulról nyitott borítása védi a lövő kezét a hőhatástól, és erősíti a cső merevségét. A cső megfelelő hűtését a lemezborításon kialakított nyílások  biztosítják.
Kompakt kialakítását behajtható fém válltámaszának köszönhette. Szükséghelyzetben, ha nem volt idő a válltámasz kihajtására, a pisztolyszerű markolat is megfelelő fogást biztosított a pontos lövés leadásához.
Elsősorban kis sorozatoknál (2–5 lövés) volt pontos és hatékony, hosszabb sorozatoknál (10–15 lövés) már jelentősen nőtt a szórás. A pontosság növelésére nagyon egyszerű kialakítású, lemezből készült kompenzátort alkalmaztak, amely egyúttal csőszájfékként is működött. Íves szekrénytára 35 lőszer befogadására volt alkalmas. Hatásos lőtávolsága 200 m, irányzéka 100 m és 200 m közötti lőtávolságra állítható. A kilőtt lövedék még 800 m-ig is képes halálos sebesülést okozni.

## Típusváltozatok

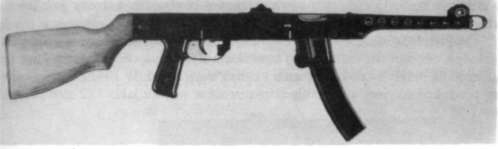
A Lengyelországban gyártott, merev fatusával ellátott változat, a PPS wz. 1943/52

- PPSZ–42 – az első sorozatgyártású modell
- PPSZ–43 – a PPSZ–42 javított változata
- PK–44 – a PPSZ–43 9 mm Parabellum lőszerre átalakított finn másolata
- Pm wz.1943/52 – Lengyelországban gyártott változat
- 5,6 mm pm wz. 1943 – lengyel gyakorló változat .22 LR lőszerrel
- „54-es típus” (Type 54) – kínai másolat
- MP719(r) – a Wehrmacht által zsákmányolt és használt fegyverek típusjelzése

## Külső hivatkozások
- Modern Firearms – PPSZ–43 géppisztoly – (angol nyelvű)